# La Cravate
La Cravate (también conocida como Les Têtes interverties) es un cortometraje de 20 minutos que Alejandro Jodorowsky filmó en 1957 y que estuvo largo tiempo perdido. Su argumento, inspirado en una historia de Thomas Mann, gira en torno a una muchacha que vende cabezas (Denise Brosseau) y que intercambia las cabezas de un luchador y un poeta. Es interesante recalcar que el corto se filmó usando mímica y no tiene diálogos.
- Datos: Q3207932